# Dositej Obradović
Dositej Dimitrije Obradović (în grafie chirilică: Доситеј Димитрије Обрадовић), născut la 17 februarie 1742, Ciacova, Imperiul Austriac (în prezent: Timiș, România) și decedat la 7 aprilie 1811, Belgrad, Principatul Serbiei (în prezent: Serbia) a fost un călugăr, scriitor și traducător sârb, un mare iluminist care a influențat puternic cultura sârbă prin scrierile sale. S-a născut în Banat în localitatea Ciacova, dintr-o familie de sârbi. De mic a învățat atât limba sârbă, cât și limba română.

## Biografie
După moartea părinților, rămâne în grija unchiului, care vrea să-l facă preot. Tânărul visează însă să ajungă monah și așa ajunge să fugă cu un călugăr călător spre Turcia, dar este prins și întors acasă, de unde este trimis la Timișoara. După numai un an, fuge din nou și ajunge în august 1757 la Mănăstirea Novo Hopovo⁠(en)[traduceți]. Acolo a fost hirotonit diacon și a primit numele de Dositej (Dositei). Rămâne la mănăstire până în 2 noiembrie 1760, când pornește spre Zagreb și ceea ce mai departe va deveni un periplu de nu mai bine de 45 de ani de călătorii prin întreaga Europă. A călătorit prin Albania, Dalmația, Corfu, Grecia, Ungaria, Turcia, Franța, Rusia, Anglia, Italia. Pentru o perioadă de timp devine profesor la Iași, apoi pleacă spre Germania, Polonia și Austria. Pe lângă limba sârbă și română cu care a crescut, Obradović mai învață o sumedenie de limbi și dialecte pe care le și predă. Învață greaca veche și modernă, latina, germana, engleza, franceza, albaneza, italiana.
În 1806 se mută în Serbia, iar doi ani mai târziu înființează „Marea Școală” din Belgrad care va deveni apoi Universitate. Obradović a murit în 1811 la Belgrad, după aproape 5 decenii de peregrinări prin lume.